# Lorenzo Romero Pérez
Lorenzo Romero Pérez (Huancayo, 1923 - Huancayo, 26 de diciembre del 2013) fue un agricultor, hacendado y político peruano. Fue diputado por la región Junín durante el periodo 1985-1990.

## Biografía
Participó en las elecciones generales de 1980 como candidato a diputado por Junín sin éxito. Fue elegido diputado por el departamento de Junín en 1985 en las elecciones generales de ese año en las que salió elegido como presidente del Perú por primera vez Alan García.
En los años 1990 fue elegido entre los 100 mejores agricultores del Perú. En Pampa Tigre, Perené, hizo un moderno fundo con plantaciones de café y cítricos. Falleció de un coma diabético en el Hospital Ramiro Prialé de Huancayo.